# Regierung Lynch I
Die Regierung Lynch I war die 12. Regierung der Republik Irland, sie amtierte vom 10. November 1966 bis zum 2. Juli 1969.
Der seit 1959 amtierende Taoiseach (Ministerpräsident) Seán Lemass erklärte am 10. November 1966 seinen Rücktritt. Finanzminister Jack Lynch, der Lemass als Parteichef nachgefolgt war, wurde von Dáil Éireann (Unterhaus des irischen Parlaments) mit 71 gegen 64 Stimmen zum neuen Regierungschef gewählt.

## Zusammensetzung
| Minister                                                                  | Minister                   | Minister | Minister          | Minister | Minister          |
| Amt                                                                       | Name                       | Partei   | Amtszeit          | Amtszeit | Amtszeit          |
| ------------------------------------------------------------------------- | -------------------------- | -------- | ----------------- | -------- | ----------------- |
| Taoiseach (Ministerpräsident)                                             | Jack Lynch                 | FF       | 10. November 1966 | –        | 02. Juli 1969     |
| Tánaiste (Vizeministerpräsident) sowie Außenminister                      | Frank Aiken                | FF       | 10. November 1966 | –        | 02. Juli 1969     |
| Minister für Verkehr und Energie                                          | Erskine Childers           | FF       | 10. November 1966 | –        | 02. Juli 1969     |
| Minister für Post und Telegraphie                                         |                            |          |                   |          |                   |
| Minister für Landwirtschaft und Fischerei                                 | Neil Blaney                | FF       | 10. November 1966 | –        | 02. Juli 1969     |
| Minister für lokale Verwaltung                                            | Kevin Boland               | FF       | 10. November 1966 | –        | 02. Juli 1969     |
| Minister für Land und die Gaeltacht                                       | Michael Moran              | FF       | 10. November 1966 | –        | 26. März 1968     |
| Minister für Land und die Gaeltacht                                       | Pádraig Faulkner           | FF       | 26. März 1968     | –        | 02. Juli 1969     |
| Verteidigungsminister                                                     | Michael Hilliard           | FF       | 10. November 1966 | –        | 02. Juli 1969     |
| Arbeitsminister                                                           | Patrick Hillery            | FF       | 10. November 1966 | –        | 02. Juli 1969     |
| Finanzminister                                                            | Charles Haughey            | FF       | 10. November 1966 | –        | 02. Juli 1969     |
| Justizminister                                                            | Brian Lenihan              | FF       | 10. November 1966 | –        | 26. März 1968     |
| Justizminister                                                            | Michael Moran              | FF       | 27. März 1968     | –        | 02. Juli 1969     |
| Minister für Soziales                                                     | Joseph Brennan             | FF       | 10. November 1966 | –        | 02. Juli 1969     |
| Bildungsminister                                                          | Donogh O’Malley            | FF       | 10. November 1966 | –        | 10. März 1968     |
| Bildungsminister                                                          | Jack Lynch (kommissarisch) | FF       | 11. März 1968     | –        | 26. März 1968     |
| Bildungsminister                                                          | Brian Lenihan              | FF       | 27. März 1968     | –        | 02. Juli 1969     |
| Minister für Industrie und Handel                                         | George Colley              | FF       | 10. November 1966 | –        | 02. Juli 1969     |
| Gesundheitsminister                                                       | Seán Flanagan              | FF       | 10. November 1966 | –        | 02. Juli 1969     |
| Staatssekretäre                                                           |                            |          |                   |          |                   |
| Amt                                                                       | Name                       | Partei   | Amtszeit          | Amtszeit | Amtszeit          |
| Parlamentarischer Sekretär beim Taoiseach und beim Verteidigungsminister  | Michael Carty              | FF       | 10. November 1966 | –        | 02. Juli 1969     |
| Parlamentarischer Sekretär beim Minister für lokale Verwaltung            | Paudge Brennan             | FF       | 10. November 1966 | –        | 02. Juli 1969     |
| Parlamentarischer Sekretär beim Finanzminister                            | James Gibbons              | FF       | 10. November 1966 | –        | 02. Juli 1969     |
| Parlamentarischer Sekretär beim Minister für die Gaeltacht                | Pádraig Faulkner           | FF       | 10. November 1966 | –        | 07. März 1968     |
| Parlamentarischer Sekretär beim Minister für Post und Telegraphie         | Patrick Lalor              | FF       | 10. November 1966 | –        | 02. Juli 1969     |
| Parlamentarischer Sekretär beim Minister für Verkehr und Energie          | Patrick Lalor              | FF       | 10. November 1966 | –        | 02. Juli 1969     |
| Parlamentarischer Sekretär beim Minister für Landwirtschaft und Fischerei | Don Davern                 | FF       | 10. November 1966 | –        | 02. November 1968 |

## Umbesetzungen
Bildungsminister Donogh O’Malley verstarb am 10. März 1966, Regierungschef Jack Lynch übernahm kommissarisch das Bildungsressort. Am 26. März wurde Justizminister Brian Lenihan das Bildungsministerium, der Minister für Land und die Gaeltacht, Michael Moran, folgte im Justizministerium, der parlamentarische Sekretär beim Minister für die Gaeltacht, Pádraig Faulkner, wurde Minister.
Der parlamentarischer Sekretär beim Minister für Verkehr und Energie und beim Minister für Landwirtschaft und Fischerei Don Davern verstarb am 2. November 1968.